# Granonchulus decurrens
Granonchulus decurrens är en rundmaskart. Granonchulus decurrens ingår i släktet Granonchulus och familjen Mononchidae. Inga underarter finns listade i Catalogue of Life.